# Matthias Ouma
George Matthias Ouma  (ur. 3 grudnia 1945 w Kampali) – ugandyjski bokser, uczestnik Letnich Igrzysk Olimpijskich 1968 i Letnich Igrzysk Olimpijskich 1972, medalista Igrzysk Wspólnoty Narodów. 
W 1965 roku wystąpił na igrzyskach afrykańskich i wywalczył na nich srebrny medal.
W 1966 roku na Igrzyskach Imperium Brytyjskiego i Wspólnoty Brytyjskiej Ouma zdobył brązowy medal w wadze średniej. Cztery lata później startował w kategorii półciężkiej, jednak nie zdobył wówczas medalu.
W 1968 roku na igrzyskach olimpijskich w Meksyku startował w turnieju w wadze średniej. W pierwszej rundzie miał wolny los, jednak w drugiej przegrał na punkty (1-4) z reprezentantem ZSRR Aleksiejem Kisielowem. Cztery lata później startował w turnieju w wadze półciężkiej, jednak już w pierwszej rundzie przegrał z Węgrem, Imre Tóthem (2-3).
W 1973 roku ponownie został wicemistrzem igrzysk afrykańskich.